# Bukorovac
Bukorovac (cyr. Букоровац) – wieś w Serbii, w okręgu szumadijskim, w mieście Kragujevac. W 2011 roku liczyła 218 mieszkańców.